# 인성군 묘
인성군 묘는 대한민국 경기도 의정부시 금오동에 있다. 1986년 3월 14일 의정부시의 향토문화재 제3호로 지정되었다.

## 개요
인성군(仁城君, 1588~1628)은 선조(宣祖, 1552~1608)의 일곱 번째 아들로 이름은 공(珙)이며 광해군(光海君, 1575~1641)의 이복동생이다. 광해군 집권 당시 광해군을 지지하였으나 인조반정과 역모로 인해 진도로 유배되어 생을 마감하였다. 그의 묘소는 자금동 산23-1번지에 위치해있는데, 주변에는 그의 후손의 묘소가 많이 있다. 선조의 후궁이자 인성군의 생모인 정빈민씨(靜嬪閔氏, 1567~1626)묘와 아들인 해원군(海原君, 1614~1662), 손자인 화릉군(花綾君, 1660~1733)과 화창군(花昌君, 1640~1686)의 묘가 근방에 위치해 있다.

## 현지 안내문
인성군 이공(1588~1628)은 선조의 제7자로 호는 백인당이고, 어머니는 정빈 민씨이다. 선조 32년(1599) 인성군에 봉해지고 사옹원 종부시의 도제조와 종친부에 재직하면서 관기를 확립했고, 광해군 때 인목대비의 폐위를 주장했다.
이로 인하여 인조 원년(1622) 인조반정때 이귀 등에 의해 처벌이 논의되었으나, 왕의 불허로 무사했다. 이듬해 그는 이괄의 난 때 적당 가담의 죄로 한때 유배되었고, 인조 6년(1628) 유효립이 대북의 잔당을 규합, 모반을 기도할 때 왕으로 추대되었다 하여 진도에 유배, 곧 자살을 강요받았다. 
인조 15년(1637)에 복원되었고, 시호는 효민이다. 묘 주위에는 곡담을 두르고, 묘 하단부에는 호석을 설치했으며, 중앙에는 묘비와 상석, 그 좌우에는 망주석, 석인상, 문인상이 서 있다. 
또 하나의 묘비는 숙종 7년(1681)에 건립된 것으로 장방형 대석과 객석을 갖추었고, 4면에 걸쳐 묘비명이 새겨져 있다. 부인 해평윤씨와 합장된 이묘의 직경은 4.9m, 높이는 2.5m이다.

## 같이 보기
- 인성군